# زندگی پس از زندگی (رمان)
زندگی پس از زندگی (انگلیسی: Life After Life) عنوان کتابی است از کیت اتکینسون، نویسنده، رمان‌نویس، نمایش‌نامه‌نویس، روزنامه‌نگار، و پدیدآور زاده شهر یورک انگلستان که در سال ۲۰۱۳ منشتر گردید. این اثر، نخستین کتاب از دوگانهٔ در رابطه با خانواده تاد می‌باشد.

## ترجمه فارسی
این کتاب در ایران تحت همین عنوان توسط سعید کلاتی ترجمه و توسط نشر هیرمند چاپ شده‌است.